# Konvener
Konvener (lat. Convenae) ist der Name eines aquitanischen Volkes, das an den Pyrenäen im Quellgebiet der Garonne siedelte.
Der lateinische Name (convena, Flüchtlinge, auch abwertend: dahergelaufene Leute), der zuerst 24 v. Chr. durch Strabon in griechischer Form (κονουενοι) bezeugt ist, verweist auf eine Aktion des römischen Feldherrn Gnaeus Pompeius Magnus, der nach seinem Spanienfeldzug um 72 v. Chr. keltiberische Stämme aus den südlichen Pyrenäen oder sogar aus Zentralspanien deportiert und hier angesiedelt haben soll, die sich mit den autochthonen Aquitaniern vermischten. Zwar gibt es keine archäologischen Anzeichen für größere Siedlungen vor der Zeit des Pompeius, doch ging die Ansiedlung möglicherweise zu Lasten der dort bereits unter römischer Herrschaft lebenden Garumner. 

## Siedlungsgebiet und Wirtschaft
Die Hauptstadt des Siedlungsgebietes, das um 72 v. Chr. gegründete Lugdunum Convenarum (abgeleitet vom keltischen Gott Lugus), ist das heutige Saint-Bertrand-de-Comminges. In der frühen Kaiserzeit wurde das umliegende Gebiet weitgehend romanisiert. Als römische Kolonie erreichte die Siedlung eine Größe von vielleicht 10.000 Einwohnern. Es entstanden viele öffentliche Bauten, u. a. die seinerzeit berühmten Thermen bei Bagnères-de-Luchon. Das Gebiet erlebte einen bis ins Mittelalter anhaltenden wirtschaftlichen Aufschwung durch den Weizenanbau auf fruchtbarem Boden, Viehzucht, Kalkstein- und Marmorsteinbrüche, Salzgewinnung und gute Verkehrsverbindungen. Auch der Einfall der Wandalen 408 konnte diese Entwicklung nicht dauerhaft unterbrechen. Erst 585 wurde Lugdunum Convenarum durch die Burgunden unter König Guntram I. für 500 Jahre verwüstet.

## Religion
Die von den Konvenern verehrten etwa 40 bekannten lokalen Gottheiten trugen keine indoeuropäischen (möglicherweise protobaskische) Namen, wurden jedoch in die römische Götterwelt assimiliert. Darüber hinaus war Lugdunum ein Zentrum der nicht nur lokalen Verehrung des Gottes Abellio. Schon vor Ankunft der Westgoten wurde die Region im 4. Jahrhundert christianisiert.